# Morris Cowley
La Cowley è una serie di autovetture mid-size prodotta dalla Morris dal 1915 al 1958.

## Morris Cowley (1915–1919)
La prima Cowley, introdotta nel 1915, era la versione economica della Morris Oxford. Con essa condivideva il radiatore. Per la forma di quest'ultimo, i primi modelli Oxford e questa serie della Cowley, furono soprannominati "bullet nose" (in italiano, "naso a forma di proiettile"). Il modello prese il nome da Cowley, località sede della casa automobilistica.
Per ridurre i costi, molti componenti, invece di essere comprati nel Regno Unito, vennero acquistati negli Stati Uniti, dove erano disponibili ad un prezzo inferiore. Il motore a quattro cilindri in linea da 1.495 cm³ di cilindrata, venne acquistato dalla Continental, mentre il cambio a tre rapporti proveniva da Detroit. Le sospensioni erano a balestra.

## Morris Cowley (1919–1926)
Nel 1919 il modello venne aggiornato. Il motore era assemblato dalla Hotchkiss, e derivava fortemente da quello della serie precedente, anche se aveva una cilindrata superiore, 1.548 cm³. Il propulsore citato era anch'esso a quattro cilindri in linea. Questa Cowley era il modello base offerto all'epoca dalla Morris, la cui gamma era completata dalla Oxford, che inizialmente usò lo stesso motore. La Oxford, rispetto alla Cowley, aveva la tappezzeria in pelle. Anche questa serie di Cowley venne soprannominata "bullet nose" per via della forma del radiatore.

## Morris Cowley (1926–1931)
In occasione della revisione della Cowley del 1926, il radiatore che diede il soprannome al modello venne sostituito da un radiatore piatto. Ora le carrozzerie erano in acciaio. Il motore rimase lo stesso di quello della serie precedente, cioè un quattro cilindri in linea da 1.548 cm³ di cilindrata. I freni, a differenza di quelli della Oxford, agivano solo sulle ruote posteriori, anche se l'impianto frenante operante anche sulle ruote anteriori era offerto come optional. Le sospensioni a balestra vennero aggiornate, così come gli ammortizzatori. I freni erano a tamburo.
Il telaio fu modificato nuovamente nel 1931 per renderlo conforme a quello installato sulla Morris Major. Erano disponibili, come optional, delle ruote a raggi, che potevano sostituire le ruote artillery, che erano chiamate in questo modo perché erano di derivazione militare.

## Morris Cowley (1932–1935)
Nel 1932 la Cowley fu dotata di un nuovo telaio e di freni idraulici della Lockheed. Il motore rimase il medesimo di quello della serie precedente, cioè un quattro cilindri in linea da 1.548 cm³ di cilindrata, ma nel 1933 fu disponibile nel mercato di casa, senza sovrapprezzo, un propulsore opzionale avente la stessa configurazione di cilindri del motore menzionato, ma da 1.802 cm³ cilindrata. Per questa serie non erano più disponibili le torpedo quattro porte.
Dal 1935 la vettura venne rinominata Morris Twelve-Four.

## Morris Cowley Six (1934–1935)
La Cowley del 1934 sostituì la Morris Major. Ebbe in dotazione lo stesso motore a sei cilindri in linea da 1.938 cm³ di cilindrata e valvole laterali, ma il telaio era più basso.
Il modello fu rinominato Morris Fifteen-Six nel 1935.

## Morris Cowley MCV (1950–1956)
Nel 1950 il nome Cowley fu dato ad un veicolo commerciale basato sulla Morris Oxford MO. Il Cowley MCV fu offerto in versione pick-up e furgonetta. La versione 10cwt MCV fu la sostituta della Morris Y-series, ed aveva una capacità di carico di 3.400 L o 3.900 L. Il modello non aveva però la possibilità di trasportare passeggeri.

## Morris Cowley (1954–1959)
Nel 1954 fu lanciato l'ultimo modello di nome Morris Cowley. Faceva parte della categoria delle vettura mid-size. Il modello era essenzialmente la versione economica della Morris Oxford, dato che aveva meno cromature, non possedeva l'impianto di riscaldamento, aveva i finestrini deflettori anteriori fissi ed era provvista di un cruscotto semplificato. È stato prodotto in due serie.

### La prima serie
La prima serie, assemblata dal 1954 al 1956, aveva un motore a quattro cilindri in linea da 1.200 cm³ di cilindrata e valvole in testa, facente parte della B-Series della BMC e derivante dal propulsore dell'Austin A40. La carrozzeria era basata su quella a quattro porte della Morris Oxford Serie II, con cui condivideva le sospensioni anteriori a barre di torsione, e quelle posteriori ad assale rigido. I freni erano a tamburo. Lo sterzo era a cremagliera.
La rivista specializzata The Motor provò una Cowley berlina nel 1955. Venne registrata una velocità massima di 115,7 km/h ed un'accelerazione da 0 a 97 km/h di 31,5 secondi. Il consumo di carburante fu di 10,1 L/100 km. Il modello utilizzato nel test costava 702 sterline.

### La seconda serie
La seconda serie, prodotta dal 1956 al 1959, possedeva un motore quattro cilindri in linea da 1.489 cm³ di cilindrata. Esteriormente, la linea era simile a quella della Morris Oxford Series III.